# Осек (гміна Йонець)
Осек (пол. Osiek) — село в Польщі, у гміні Йонець Плонського повіту Мазовецького воєводства.
Населення — 155 осіб (2011).
У 1975-1998 роках село належало до Цехановського воєводства.

## Демографія
Демографічна структура станом на 31 березня 2011 року:
|          | Загалом | Допрацездатний вік | Працездатний вік | Постпрацездатний вік |
| -------- | ------- | ------------------ | ---------------- | -------------------- |
| Чоловіки | 85      | 15                 | 54               | 16                   |
| Жінки    | 70      | 17                 | 33               | 20                   |
| Разом    | 155     | 32                 | 87               | 36                   |